# كارلوس كوبيتي
كارلوس أفونسو كوبيتي المعروف بـكارلوس كوبيتي (8 يوليو 1994 في البرازيل - ) هو لاعب كرة قدم برازيلي يلعب في مركز الوسط يلعب في نادي حطين السعودي.

## مسيرة اللاعب
لعب مع نادي باهيا دي فيرا ونادي تومبينس ونادي غواراني ونادي سامبايو كوريا ونادي باتاتايس ونادي بينابولينيزي ونادي تريزه ونادي نجران ونادي الانتصار ونادي حطين وبورتوجيسا آر جي.

## روابط خارجية
- كارلوس كوبيتي على موقع قاعدة بيانات كرة القدم.إي يو (الإنجليزية)